# Quantez Robertson
Quantez Lamar Robertson (Cincinnati, 16 dicembre 1984) è un ex cestista statunitense.

## Palmarès

### Squadra
- FIBA Europe Cup: 1

Skyliners Francoforte: 2015-16

### Individuali
- FIBA Europe Cup Final Four MVP: 1

2015-16
- Miglior difensore della Basketball-Bundesliga: 1

2015-16